# SLIP
SLIP (anglicky Serial Line Internet Protocol nebo Serial Line Interface Protocol) je jednoduchá metoda zapouzdření datagramů protokolu IP navržená pro komunikaci pomocí sériových portů a modemových spojení. SLIP je popsán v RFC 1055 vydaném v roce 1988, ale vlastní protokol byl implementován začátkem 80. let 20. století a rozšířil se poté, co byl v roce 1984 implementován do 4.2BSD Unixu. U osobních počítačů byl SLIP z větší části nahrazen protokolem Point-to-Point Protocol (PPP), který je lépe navržený, má více vlastností a nevyžaduje přiřazení IP adresy před navázáním spojení. Protokol SLIP je však oblíbený na jednočipových počítačích díky své velmi malé režii.

## Popis
SLIP pro přenos upravuje standardní TCP/IP datagramy:
- připojením speciálního bytu „END“ na jejich konec, což umožňuje rozpoznat hranici datagramu v proudu bytů
- jestliže se v datech, která se mají vyslat, objeví byte s kódem END, pošle se místo něj dvoubytová posloupnost ESC, ESC_END
- jestliže se byte ESC objeví v datech, vysílač odešle dvoubytovou posloupnost ESC, ESC_ESC
- alternativně mohou rámce končit i začínat bytem s hodnotou 0xC0.

| Hodnota    | Zkratka | Popis                 |
| ---------- | ------- | --------------------- |
| 192 = 0xC0 | END     | Konec rámce           |
| 219 = 0xDB | ESC     | Escape (únikový znak) |
| 220 = 0xDC | ESC_END | Zakódovaný byte 0xC0  |
| 221 = 0xDD | ESC_ESC | Zakódovaný byte 0xDB  |

SLIP vyžaduje sériový port nastavený na přenos osmibitových slabik bez parity s hardwarovým řízením toku dat nebo v CLOCAL režimu (3-drátový nullmodem) USART.
SLIP neposkytuje detekci chyb, kterou musí zajistit protokol protokol vyšší vrstvy. Proto fungování samotného protokolu SLIP není uspokojivé při přípojení pomocí vytáčeného připojení přes linky s vysokou chybovostí. SLIP je však stále užitečný pro testování odezvy operačního systému při zátěži (sledováním statistik při záplavovém posílání ping paketů).
SLIP se také používá pro komunikaci mezi Bluetooth moduly a hostitelské počítače v BlueCore Serial Protokol.

## CSLIP
CSLIP (anglicky Compressed SLIP) je protokol SLIP s kompresí TCP hlaviček. Je použita Van Jacobsonova komprese TCP hlaviček; nemá žádný vliv na vlastní data přenášená protokolem TCP ani na UDP datagramy (User Datagram Protocol) a je nezávislý na případné komprimaci, kterou může poskytovat modem. CSLIP zkracuje hlavičku Transmission Control Protocol (TCP) z 20 na 7 bytů.